# اندیس آنومالی جنوب دستجرد
آنومالی جنوب دستجرد یک اندیس فلزی است که در حوالی شهر عباس آباد استان سمنان قرار دارد و مادهٔ معدنی موجود در آن، طلا است.  